# Kalinino (Tchouvachie)
Kalinino (en russe : Калинино ; en tchouvache : Нурăс, Nouras) est un village de la république de Tchouvachie, en Russie, dans le raïon Vournarski. Sa population s'élevait à 1 500 habitants en 2008.

## Histoire
Les premières traces écrites du village datent du XVIe siècle qui est mentionné dans les registres de Sigmund von Herberstein, diplomate et écrivain autrichien.